# بيل دالي (منافس ألعاب قوى)
بيل دالي هو منافس ألعاب قوى كندي، ولد في 9 مارس 1917، وتوفي في 4 مايو 2010.